# Pangasius elongatus
Pangasius elongatus es una especie de peces de la familia Pangasiidae en el orden de los Siluriformes.

## Morfología
• Los machos pueden llegar alcanzar los 28,2 cm de longitud total.

## Alimentación
Come principalmente animales  bentónicos, como moluscos y crustáceos. Durante la estación húmeda, las  poblaciones del río Mekong se nutren también de frutos.

## Distribución geográfica
Se encuentran en Asia: cuencas de los ríos Mekong y Chao Phraya.

## Valor Comercial
Se comercializa fresco.